# SN 2004ai
SN 2004ai – supernowa typu Ic odkryta 18 lutego 2004 roku w galaktyce A135426-1241. W momencie odkrycia miała maksymalną jasność 23,40m.